# Les Maîtres mosaïstes
Les Maîtres mosaïstes est un roman de l'écrivaine française George Sand publié en 1838. C'est un roman historique librement inspiré de l'histoire de l'art de la mosaïque dans l'Italie de la Renaissance.

## Résumé
Le roman se déroule à Venise au XVIe siècle. Il s'ouvre par une conversation entre Sébastien Zuccato, peintre reconnu à son époque, et Le Tintoret. Zuccato est mécontent de ses deux fils, Francesco et Valerio, qui ont dédaigné la carrière de peintre pour devenir mosaïstes. Zuccato tente de convaincre le Tintoret de persuader ses deux fils de renoncer à se consacrer à la mosaïque, art qu'il juge bas et peu estimable. Le Tintoret prend la défense des mosaïstes en montrant l'intérêt de cet art qui remonte à l'Antiquité grecque et romaine et il plaide en faveur des mosaïstes italiens de l'époque, qui égalent voire surpassent leurs maîtres anciens.

## Accueil critique
Le roman est considéré comme suffisamment dangereux par l'Église catholique pour être mis à l'Index vers 1840-1842, tout comme onze autres romans de Sand.

## Influence
La correspondance de George Sand montre que la lecture de son livre Les Maîtres mosaïstes a donné l'idée à Salviati de reconstituer une industrie de la mosaïque et de la verrerie à Venise : il fonde alors l'entreprise Salviati, qui existe toujours au début du XXIe siècle.

### Édition critique
- George Sand, Œuvres complètes. 1837. Les Maîtres mosaïstes, édition critique par Françoise Sylvos. Postface de Henri Lavagne (œuvres complètes publiées sous la direction de Béatrice Didier), Paris, Honoré Champion, coll. Textes de littérature moderne et contemporaine n°153, 2016.  (ISBN 9782745325105)

### Études savantes
- Philippe Boutry, « Papauté et culture au XIXe siècle. Magistère, orthodoxie, tradition », Revue d'histoire du XIXe siècle, n°28, 2004, mis en ligne le 19 juin 2005. DOI 10.4000/rh19.615 [lire en ligne]